# Merrell Q. Sharpe
Merrell Quentin Sharpe (* 11. Januar 1888 in Marysville, Kansas; † 22. Januar 1962 in Kennebec, South Dakota) war ein US-amerikanischer Politiker und von 1943 bis 1947 der 17. Gouverneur des Bundesstaates South Dakota.

## Frühe Jahre
Merrell Sharpe besuchte die öffentlichen Schulen in Axtell. Danach war er zwei Jahre lang als Lehrer tätig, ehe er während des Ersten Weltkrieges in der US Navy diente. Nach seiner Militärzeit studierte er Jura und praktizierte nach seiner Zulassung als Anwalt in Oacoma (South Dakota). Dort war er auch als Farmer tätig. Sharpe war Mitglied der Republikanischen Partei. Bis 1920 amtierte er als Staatsanwalt im Lyman County. Zwischen 1929 und 1933 war er Justizminister (Attorney General) seines Staates; von 1937 bis 1939 gehörte er einer Kommission an, die die Gesetzgebung South Dakotas überarbeitete. Im Jahr 1942 wurde er zum neuen Gouverneur gewählt.

## Gouverneur von South Dakota
Sharpes Amtszeit begann am 5. Januar 1943 und endete nach einer Wiederwahl im Jahr 1944 am 7. Januar 1947. Die erste Hälfte dieser Zeit war von den Ereignissen des Zweiten Weltkrieges überschattet. Der Gouverneur unterstützte die Kriegsanstrengungen der Bundesregierung. Nach dem Ende des Krieges musste in South Dakota die Industrieproduktion wieder auf den zivilen Bedarf umgestellt werden und die heimkehrenden Soldaten mussten wieder in das soziale Leben eingegliedert werden.
Innenpolitisch setzte sich Sharpe für den Ausbau des Bildungswesens ein. Er förderte den Tourismus und unterstützte den Umweltschutz. Er war auch an der Regulierung des Missouri als Mitglied einer Planungskommission beteiligt. Der vom US-Kongress ausgearbeitete Plan sah die Errichtung von vier Staudämmen in South Dakota entlang dieses Flusses vor. Die Bauarbeiten des ersten Damms begannen im Jahr 1948 und in den 1960er Jahren wurde das Projekt mit der Fertigstellung des vierten Damms abgeschlossen. Da im Zuge der Dämme auch Wasserkraftwerke entstanden, wurde so längerfristig die Energieversorgung des Staates gesichert.

## Weiterer Lebenslauf
Im Jahr 1946 blieb er in den Gouverneursvorwahlen stecken und musste daher im Januar 1947 aus dem Amt scheiden. Danach war er wieder als Anwalt tätig. Dabei vertrat er unter anderem die Interessen der in South Dakota ansässigen Indianerstämme und eines großen Elektrizitätskonzerns. Im Jahr 1959 war er Mitglied eines Steuerkomitees in South Dakota. Merrell Sharpe war mit Emily Auld verheiratet. Das Paar hatte ein Kind.